# Bitka pri Lodiju
Bitka pri Lodiju, v kateri je francoski general Napoleon Bonaparte porazil avstrijsko vojsko pod poveljstvom generala Sebottendorfa, se je odvijala v pokrajini Lombardiji 10. maja 1796. Bitka je bila del vojne prve koalicije.
Po začetku italijanske kampanje v Piemontu in vojaških uspehih francoske revolucionarne vojske so se avstrijske čete morale umakniti na vzhod. V poskusu pridobitve zadostnega časa za umik so Avstrijci pri kraju Lodi pustili kot zadnjo stražo dobrih 6.000 vojakov, ki so se utrdili pri mostu čez reko Addo, z namenom zadržati francoske sile, dokler se glavnina vojske pod poveljstvom Beaulieuja ne umakne čez reko.
Napoleon se je odločil za takojšnji in popolni napad na most, v katerem je sodeloval tudi sam. V dopoldanskem času so bili napadi francoskega bataljona pod generalom Dallemagnem dokaj neuspešni, tako da so jih avstrijske sile, razporejene okoli vasi južno od Lodija uspele zadrževati. Z Napoleonovim prihodom skupaj z ostalimi bataljoni pod poveljstvi grofa Beaumonta in Masséne zgodaj popoldne se je razmerje sil spremenilo. Avstrijski huzarji so se morali umakniti iz vasi, konjenici pa je bil ukazan umik prek mostu na vzhodni breg reke. Prav tako je bil ukazan umik posadk iz ostalih vasi v samo mesto. Po zavzetju broda čez reko Addo pri Monzanici severno od mesta so se francoske čete začele pomikati proti Lodiju tudi s severovzhoda. Potem, ko se je glavnina avstrijske vojske umaknila čez most na vzhodno stran, je general Sebottendorf ukazal postopni umik posadk iz samega mesta, sam most pa uničiti. Učinkovit napad s strani Dallemagna je to preprečil, pri tem pa so Francozi zajeli tudi del posadke Lodija. S tem je padla celotna obramba mesta.
Bitka pri Lodiju zaradi uspešnega pobega avstrijske vojske ni bila odločilnega pomena v italijanski kampanji, postala pa je osrednji element v mitskem odnosu Napoleona do njegove vojske, po kateri si je s svojim pogumom utrdil položaj glavnega francoskega vojaškega poveljnika.